# Holenderskie imperium kolonialne

Flaga imperium holenderskiego

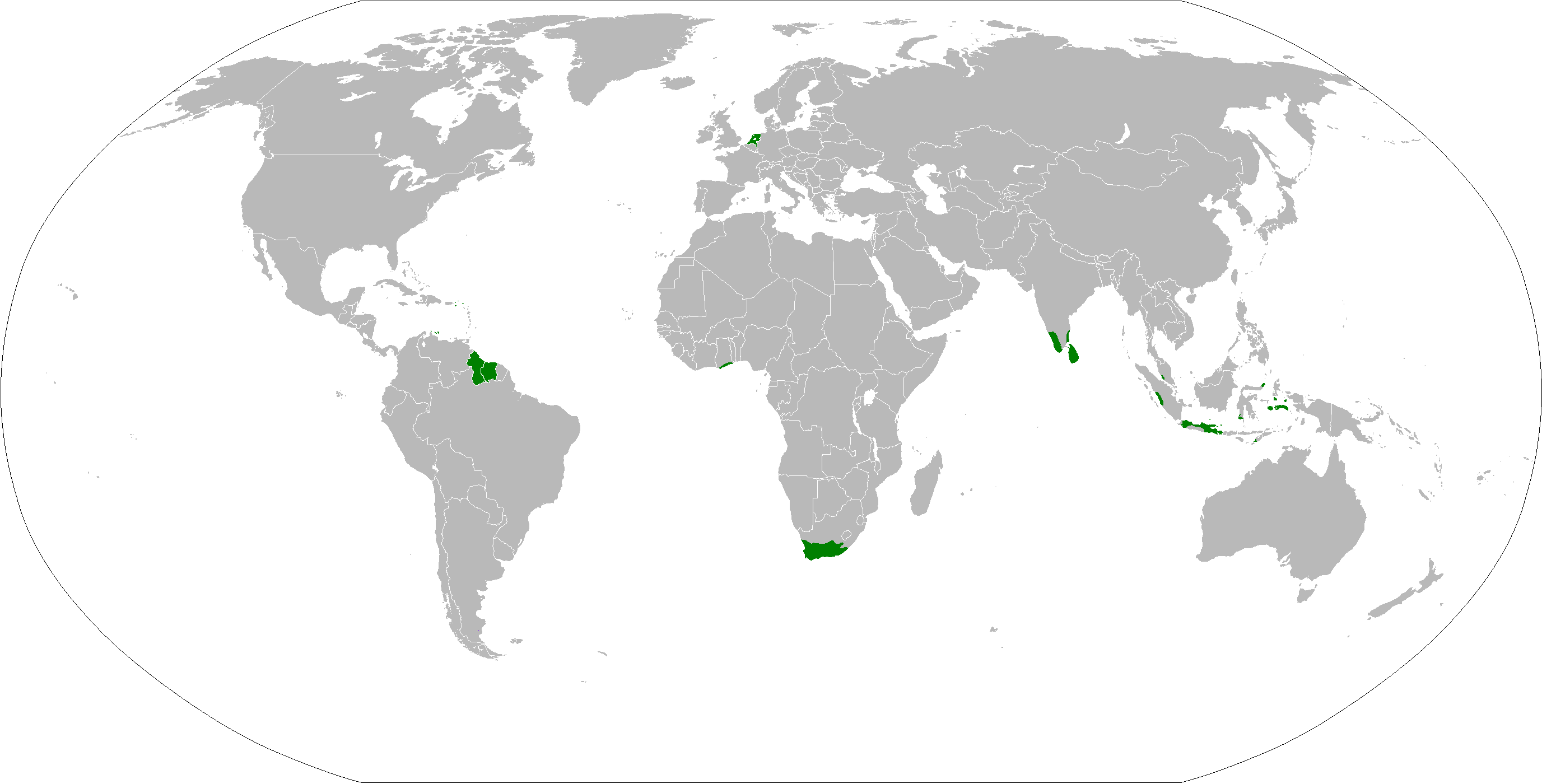
Holenderskie imperium kolonialne w 1795 roku

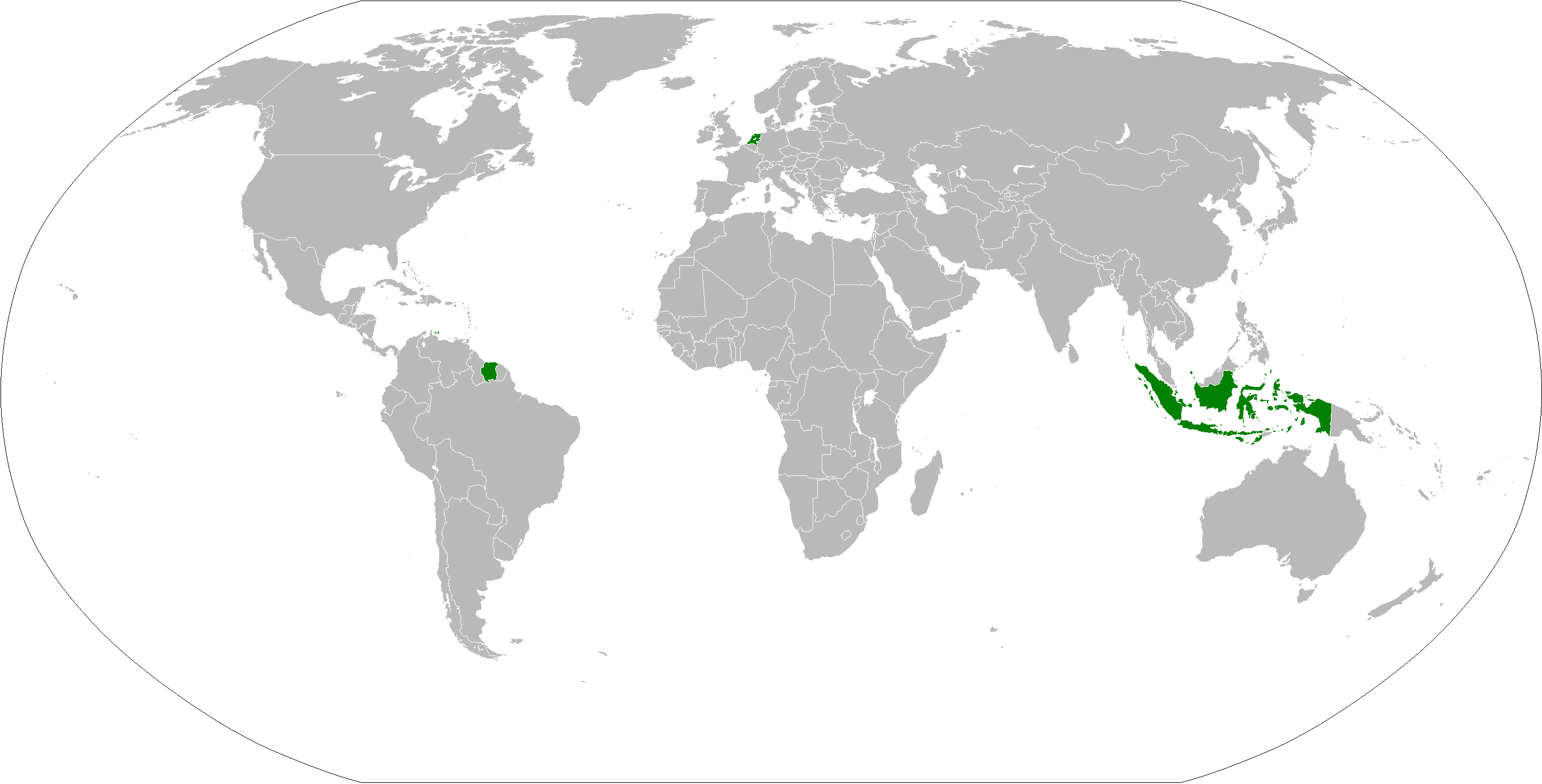
Holenderskie imperium kolonialne w 1939 roku

Holenderskie imperium kolonialne – istniejące od XVII do XX wieku imperium kolonialne, w skład którego wchodziły należące do Królestwa Niderlandów kolonie w Azji, Afryce i obu Amerykach. Większość kolonii należących do imperium założona została przez Holenderską Kompanię Wschodnioindyjską, działającą m.in. w Afryce Południowej i Azji Południowo-Wschodniej oraz Holenderską Kompanię Zachodnioindyjską, koncentrującą swą działalność na Karaibach.

## Historia
Intensywny rozwój potęgi morskiej, powstałej w 1581 roku Republiki Zjednoczonych Prowincji spowodował, że w XVII wieku Holendrzy zdominowali światowy handel, a państwo holenderskie przeżywało tzw. Złoty Wiek, prowadząc jednocześnie kolonizację. Toczyli wówczas – ze zmiennym szczęściem – wojny z groźnymi rywalami: Anglią i Francją.
Z kolei w wieku XVIII – mimo że ten uznawany jest za okres schyłku potęgi imperium holenderskiego (tzw. „okres perukowy”) – rozwinęły się holenderskie kolonie na Karaibach i Gujanie oraz poszerzyło się panowanie Holendrów w Holenderskich Indiach Wschodnich (obecnie Indonezja) i na Cejlonie. W Afryce Zachodniej Holendrzy utrzymali Złote Wybrzeże i kontynuowali ekspansję Kolonii Przylądkowej w głąb Afryki Południowej.
Holandia utraciła wiele ze swoich terytoriów (m.in. Kolonię Przylądkową) oraz pozycję światowego mocarstwa po przegranej wojnie z Brytyjczykami (1780–1784) oraz zajęciu kraju przez rewolucyjne wojska francuskie i proklamowaniu Republiki Batawskiej w 1795. W XIX wieku Holandia odzyskała część byłych posiadłości, w tym Gujanę Holenderską (obecnie Surinam), które pozostawały pod holenderskim panowaniem aż do okresu dekolonizacji, który nastąpił po II wojnie światowej.
Obecnie, Holandia wraz ze swoimi byłymi koloniami – Arubą, Bonaire, Curaçao, Sabą, Sint Eustatius oraz Sint Maarten (dawne Antyle Holenderskie), tworzy Królestwo Niderlandów.